# Asemnantha
Asemnantha es un género monotípico de plantas con flores perteneciente a la familia Rubiaceae. Su única especie:  Asemnantha pubescens Hook.f., es originaria de Centroamérica, donde se encuentra en las selvas lluviosas desde México hasta Belice.

## Taxonomía
El género fue descrito por el botánico y explorador inglés Joseph Dalton Hooker y publicado en Genera Plantarum 2(1): 106-107, en el año 1873. (7-9 Abr 1873).